# Euchromia isis
Euchromia isis är en fjärilsart som beskrevs av Jean Baptiste Boisduval 1832. Euchromia isis ingår i släktet Euchromia och familjen björnspinnare. Inga underarter finns listade i Catalogue of Life.